# Coelidia lineolifer
Coelidia lineolifer är en insektsart som beskrevs av Walker 1870. Coelidia lineolifer ingår i släktet Coelidia och familjen dvärgstritar. Inga underarter finns listade i Catalogue of Life.